# Карат
Кара́т (метрический карат; русское обозначение: кар; международное: ct; итал. carato от греч. ϰεράτιον — семя рожкового дерева) — внесистемная единица массы, равная 200 мг (0,2 грамма). Применяется в ювелирном деле для выражения массы драгоценных камней и жемчуга.

## История
С глубокой древности существовало поверье о высокой стабильности веса семени рожкового дерева. В связи с этим семена рожкового дерева широко использовались в качестве гирек для измерения высокоценных веществ, таких как драгоценные металлы и лекарства.
Чаще всего вес карата считался равным 1/1728 (1/123) мины.

## Мера веса
Установлен IV Генеральной конференцией по мерам и весам в Париже в 1907 году. В СССР принят с 1922 года. В Российской Федерации допущен к использованию в качестве внесистемной единицы без ограничения срока с областью применения «для драгоценных камней и жемчуга». Международная организация законодательной метрологии относит карат к единицам измерения, «которые могут временно применяться до даты, установленной национальными предписаниями, но которые не должны вводиться, если они не используются».
В соответствии с Положением о единицах величин, допускаемых к применению в Российской Федерации, наименование и обозначение карата не применяются с кратными и дольными десятичными приставками.
Ранее использовались варианты карата, несколько отличающиеся по мере от метрического.

### Английский карат
Английский карат до 1888 года измерялся как 3+1647⁄9691 (≈ 3,170) тройских гранов (примерно 205,4 мг), пока Министерством торговли не было установлено соответствие 3+17⁄101 гранов (около 205,3 мг). При этом английский карат делился на 4 так называемых ювелирных грана, однако на практике в качестве дробных чаще всего применялись меры, кратные 1⁄64 карата.

### Арабский карат
Канонический арабский карат (кырат) определялся как 1⁄20 мискаля и состоял из 5 (канонически) или, чаще, из 3 хабб. Соответственно, карат весил 1⁄14 весового дирхама в 3,125 г, то есть 0,2232 г. Использовался в основном на территории современного Ирака. В Малой Азии, Египте, Сирии и Мекке 1 карат был равен 1⁄24 мискаля (1⁄16 дирхама, 4 хаббы). При этом в Малой Азии карат был равен 204 мг, а в Египте, Сирии и Мекке — 195 мг. Кроме того, в мусульманском Египте карат (кырат) соотносился с собственной системой мер, в которой 1 карат был равен ⅓ шамуны и 1⁄12 бакилы.
В стандарте электронного обмена ANSI X.12 используется обозначение CD.